# Arctia atroabdominalis
Arctia atroabdominalis là một loài bướm đêm thuộc phân họ Arctiinae, họ Erebidae.